# IC 2775
IC 2775 ist eine elliptische Galaxie vom Hubble-Typ E im Sternbild Löwe. Sie ist schätzungsweise 1117 Millionen Lichtjahre von der Milchstraße entfernt.
Das Objekt wurde am 27. März 1906 von Max Wolf entdeckt.